# Джоузефин Кокрейн
Джоузефин Гарис Кокрейн (на английски: Josephine Garis Cochrane) е американска изобретателка.
През 1886 г. изобретява първата механизирана практична работеща съдомиялна машина. Според легендата, огорчена че семейният порцелан непрекъснато се чупи при ръчно измиване, тя заявява: „След като никой не се наема да направи съдомиялна машина, аз ще я направя сама“ („If nobody else is going to invent a dishwashing machine, I’ll do it myself!“).

## Биография
Родена е в семейството на Джон Харис, който е строителен инженер, и Ирен Фич Харис. Неин дядо по майчина линия е Джон Фич, изобретател, притежаващ патент за параход. През 1858 г. се омъжва за Уилям Кокрейн, с когото имат 2 деца.

## Машина
Кокрейн разработва първия модел на машината след смъртта на съпруга си, тъй като не иска да мие ценните порцеланови съдове на ръка. Механикът Джордж Бътърс я изработва по нейна поръчка и проект през 1883 г.
Включва водоуплътнен меден казан, в който съдовете са поставени в телени кошници, специално разработени за различни видове съдове: чинии, чашки и блюда. Кошниците лежат на колело, разположено в казана. Колелото се върти първоначално чрез ръчно задвижване, а по-късно и от мотор, като гореща сапунена вода пръска от дъното на котела.
На 28 декември 1886 г. Джоузефин Кокрейн получава патент за машината, а през 1893 г. го показва на изложба в Чикаго, където получава най-голямата награда за конструкция, трайност и присобяване към работата / съответствие на целите на машината.